# Dīsfān
Dīsfān (persiska: ديسفان) är en ort i Iran.   Den ligger i provinsen Khorasan, i den östra delen av landet, 700 km öster om huvudstaden Teheran. Dīsfān ligger 1 669 meter över havet och antalet invånare är 285.
Terrängen runt Dīsfān är lite bergig. Runt Dīsfān är det glesbefolkat, med 14 invånare per kvadratkilometer. Närmaste större samhälle är Kākhk, 6,3 km öster om Dīsfān. Trakten runt Dīsfān är ofruktbar med lite eller ingen växtlighet.